# Резервний банк Фіджі
Резервний банк Фіджі (англ. Reserve Bank of Fiji) — центральний банк Фіджі.

## Історія
У 1867 році було розпочато випуск банкнот казначейства. 17 березня 1874 року уряд Фіджі був оголошений банкрутом, випуск банкнот було припинено. Банкноти для Фіджі випускали приватні банки: Банк Нової Зеландії, Банк Нового Південного Уельсу, Банківська і комерційна компанія Фіджі.
У 1914 році створений підрозділ колоніальної адміністрації — Валютна рада Фіджі, що отримала виняткове право емісії. У 1918 було розпочато випуск банкнот уряду колонії, в 1934 році — монет Фіджі.
У квітні 1973 року створено Центральне управління грошового обігу, якому передано право емісії.
1 січня 1984 року заснований Резервний банк Фіджі.